# Southside Johnny
Southside Johnny, geboren John Lyon (Ocean Grove, 4 december 1948) is een Amerikaans singer-songwriter. Vooral gekend als frontman van Southside Johnny & the Asbury Jukes. Hij wordt de peetvader van de Jersey Shore sound genoemd, een mengeling van oude pre-Beatles rock-'n-roll met pre-Motown rhythm-and-blues.

## Discografie
- Southside Johnny & the Asbury Jukes
  - I Don't Want to Go Home (1976)
  - Live at the Bottom Line (1976)
  - This Time It's for Real (1977)
  - Hearts of Stone (1978)
  - The Jukes (1979)
  - Love Is a Sacrifice (1980)
  - Live: Reach Up and Touch the Sky (1981)
  - Better Days (1991)
  - Ruff Stuff (EP) (1995)
  - Live at the Paradise Theater (2000)
  - Messin' With the Blues (2000)
  - More Ruff Stuff (EP) (2000)
  - Going to Jukesville (2002)
  - Found in a Closet (EP) (2003)
  - Missing Pieces (2004)
  - Into the Harbour (2005)
  - Jukebox (2007)
  - Ruff Stuff 3 (EP) (2008)
  - From Southside to Tyneside (2008)
  - 1978: Live in Boston (2008)
  - Hearts of Stone LIVE (2009)
  - Pills and Ammo (2010)
  - Acoustic Ammo (EP) (2011)
  - Men Without Women LIVE (2012)

- Southside Johnny & the Jukes
  - Trash It Up! (1983)
  - In the Heat (1984)
  - At Least We Got Shoes (1986)

- Southside Johnny
  - Slow Dance (1988)
  - Spittin' Fire (1997)

- Southside Johnny with La Bamba's Big Band
  - Grapefruit Moon: The Songs of Tom Waits (2008)

- Bibliothèque nationale de France: cb138999474 (data)
- Gemeinsame Normdatei: 134634462
- International Standard Name Identifier: 0000 0003 6848 5377
- Library of Congress Control Number: n92005024
- MusicBrainz: f826b4d1-2dc3-4c4f-ba70-69b472320338
- Nederlandse Thesaurus van Auteursnamen: 107946289
- SNAC: w6ww8f6z
- Virtual International Authority File: 76501569
- WorldCat: E39PBJpDPKWWVr4YCrPhxMBQMP